# Linthe
Linthe è un comune di 928 abitanti del Brandeburgo, in Germania.

Appartiene al circondario (Landkreis) di Potsdam-Mittelmark (targa PM) ed è parte della comunità amministrativa (Amt) di Brück.

## Geografia antropica

### Suddivisioni amministrative
Il territorio comunale si divide in 3 zone (Ortsteil), corrispondenti al centro abitato di Linthe e a 2 frazioni:
- Linthe (centro abitato)
- Alt Bork
- Deutsch Bork

## Società

### Evoluzione demografica
| Anno | Abitanti |
| ---- | -------- |
| 1875 | 631      |
| 1890 | 670      |
| 1910 | 706      |
| 1925 | 826      |
| 1933 | 800      |
| 1939 | 806      |
| 1946 | 1 145    |
| 1950 | 1 049    |
| 1964 | 714      |
| 1971 | 716      |

| Anno | Abitanti |
| ---- | -------- |
| 1981 | 669      |
| 1985 | 726      |
| 1989 | 694      |
| 1990 | 686      |
| 1991 | 687      |
| 1992 | 708      |
| 1993 | 699      |
| 1994 | 717      |
| 1995 | 766      |
| 1996 | 810      |

| Anno | Abitanti |
| ---- | -------- |
| 1997 | 892      |
| 1998 | 969      |
| 1999 | 1 019    |
| 2000 | 954      |
| 2001 | 988      |
| 2002 | 1 008    |
| 2003 | 975      |
| 2004 | 969      |
| 2005 | 957      |
| 2006 | 960      |

| Anno | Abitanti |
| ---- | -------- |
| 2007 | 961      |
| 2008 | 933      |
| 2009 | 912      |
| 2010 | 903      |
| 2011 | 896      |
| 2012 | 889      |
| 2013 | 887      |